# Raión de Storozhynets
Raión de Storozhynéts (en ucraniano: Сторожине́цький райо́н, en rumano: Raionul Storojineț) es un antiguo raión o distrito de Ucrania en el óblast de Chernivtsí. 
Comprende una superficie de 1160 km².
La capital fue la ciudad de Storozhynéts.

## Demografía
Según estimación 2010, contaba con una población total de 93600 habitantes.

## Otros datos
El código KOATUU era 7324500000. El código postal 59000 y el prefijo telefónico +380 3735.